# Osvaldo Díaz (Fußballspieler, 1931)
Jorge Osvaldo Díaz Acosta (* 24. März 1931 in Toco, María Elena; † 11. Februar 2012 in Santiago) war ein chilenischer Fußballspieler. Der Mittelfeldspieler absolvierte zwei Länderspiele für die chilenische Nationalmannschaft und wurde 1959 chilenischer Meister. 

## Karriere

### Verein
Osvaldo Díaz, Spitzname Yunga, spielte ab 1954 für den CF Universidad de Chile, mit dem er die Meisterschaft 1959 gewinnen konnte und in der Copa Campeones de América 1960 spielte, jedoch mit seinem Team in der 1. Runde ausschied. 1961 wechselte er zum CD Green Cross.

### Nationalmannschaft
Osvaldo Díaz debütierte für die Nationalmannschaft Chiles im September 1957 bei der Copa O’Higgins gegen Brasilien. In der Qualifikation zur Weltmeisterschaft 1958 absolvierte er eine weitere Partie, jedoch konnte sich die La Roja nicht für das Endturnier in Schweden qualifizieren.

## Erfolge
U. de Chile
- Chilenischer Meister: 1959